# Paralephana costisignata
Paralephana costisignata är en fjärilsart som beskrevs av George Francis Hampson 1926. Paralephana costisignata ingår i släktet Paralephana och familjen nattflyn. Inga underarter finns listade i Catalogue of Life.